# مارتين كامبل (عازف قيثارة)
مارتين كامبل (بالإنجليزية: Martyn Campbell)‏ هو عازف قيثارة بريطاني، ولد في 1970 في ليفربول في المملكة المتحدة.

## وصلات خارجية
- مارتين كامبل على موقع ميوزك برينز (الإنجليزية)
- مارتين كامبل على موقع ديسكوغز (الإنجليزية)